# Topirczyky
Topirczyky (ukr. Топірчики) – wieś na Ukrainie, w obwodzie chmielnickim, w rejonie zasławskim. W 2001 roku liczyła 211 mieszkańców.